# Zainal Abidin Ahmad
Zainal Abidin Ahmad, znany również jako Za’ba lub Za’aba (ur. 16 września 1895, zm. 23 października 1973) – malezyjski pisarz i językoznawca.
Sporządził serię książek Pelita bahasa Melayu, omawiających gramatykę języka malajskiego (1940, 1946, 1947), oraz opracował system ortografii malajskiej oparty na piśmie arabskim.